# Toxabramis swinhonis
Toxabramis swinhonis is een straalvinnige vissensoort uit de familie van de eigenlijke karpers (Cyprinidae). De wetenschappelijke naam van de soort is voor het eerst geldig gepubliceerd in 1873 door Albert Günther. Günther plaatste ze in een nieuw geslacht dat hij Toxabramis noemde. De soort noemde hij naar de Britse consul en natuuronderzoeker Robert Swinhoe, die ze had verzameld in de buurt van Shanghai.